# Domingo Espelta
Domingo Espelta Mussons, né à Barcelone à une date inconnue et mort en décembre 1940 dans la même ville, est un footballeur, athlète et arbitre de football espagnol.

## Biographie
Domingo Espelta joue au FC Barcelone de 1909 à 1918. Il dispute 11 matches officiels entre 1909 et 1914 ainsi que 44 matches non-officiels jusqu'à la saison 1917-1918[réf. nécessaire].
Il est également un coureur 100 mètres.
Il devient ensuite arbitre de football pendant les années 1920 et 1930. Il arbitre en première division du espagnole lors des saisons 1935-1936, 1939-1940 et 1940-1941.
Il décède d'une maladie aux alentours du 17 décembre 1940.

## Palmarès
Avec le FC Barcelone :
- Vainqueur de la Coupe d'Espagne en 1910, 1912 et 1913
- Champion de Catalogne en 1910, 1911 et 1913
- Vainqueur de la Coupe des Pyrénées en 1910, 1911, 1912 et 1913